# Société régionale de transport de Jendouba
La Société régionale de transport de Jendouba (arabe : الشركة الجهوية للنقل بجندوبة) ou SRT Jendouba est une entreprise publique tunisienne dont l'activité est d'assurer le transport de voyageurs par autobus et autocar dans la région du gouvernorat de Jendouba.
Elle assure aussi la liaison entre la région et d'autres régions du pays par le biais de lignes quotidiennes régulières.